# Bonny L. Schumaker
Bonny Laura Schumaker (* 1953 in Wisconsin) ist eine US-amerikanische Physikerin und Pilotin und war am Bau des LISA Pathfinder beteiligt. Im Jahr 2010 gründete sie die wohltätige Organisation "On Wings of Care", welche sich für Tierschutz und Umweltschutz engagiert.

## Herkunft und Ausbildung
Schumaker wuchs in Wisconsin, nahe dem Michigan-See auf. Ursprünglich wollte sie Tierärztin werden, erhielt dann jedoch ein Stipendium für ein Physikstudium an der California Polytechnic State University. Aufgrund ihrer Liebe zur Mathematik zog sie für ihr weiteres Studium ans California Institute of Technology, wo sie 1985 den Doktorgrad erwarb. Ihr Thesisbetreuer war Kip Thorne, das Forschungsthema waren theoretische Untersuchungen zu nonlinearer Quantenoptik. Sie entwickelte die mathematische Theorie zu toroidalen Schwingungen in vollständig relativistischen sphärischen Sternenmodellen und arbeitete an homodyner Detektion. In ihrer Arbeit betrachtete sie Effekte der quantenphysikalischen Interaktion zwischen Photonen durch Quadratur Phasen Amplituden. Das Verfahren wird als Caves-Schumaker Formalismus bezeichnet und ist zu einem mathematischen Standardwerkzeug der Optik, Quantenoptik und der Erforschung von Gravitationswellen. Sie arbeitete ein Jahr am CalTech als wissenschaftliche Mitarbeiterin und ging anschließend 1986 ans Jet Propulsion Laboratory. Im Jahr 1988 bekam sie für ihre Beiträge zur Quantenoptik den Maria Goeppert-Mayer Award. 1996 absolvierte sie eine Pilotenausbildung und flog für Continental Airlines. Mitte der Neunziger wurde sie Ausbilder der Federal Aviation Administration (FAA). Sie entwickelte das "Precision Optical INTerferometer in Space" (POINTS), das für die ASEPS-1 Mission vorgeschlagen wurde.

## Karriere
Schumaker entwarf während ihrer Zeit am Jet Propulsion Laboratory das LISA Pathfinder Experiment. Dabei arbeitete sie im Entwicklungsteam des Interferometers. Bis 2008 hatte Schumaker drei Tests mit Versuchsdaten abgeschlossen und somit bewiesen, dass das Gerät mit den galaktischen Vordergrund-Einflüssen zurechtkommt und daher extreme mass ratio inspiral (EMRI) Signale massereicher Objekte akkurat erfassen kann. Die Pathfinder-Sonde beinhaltet sechs Gold-Platin Würfel als Versuchskörper, wobei Schumaker vorhersagte, dass ein Anstoß von der Stärke des Winddrucks eins 40 Kilometer entfernten Flüsterns ausreicht um eine messbare Verschiebung eines Würfels hervorzurufen.
Sie arbeitete an einer neuartigen Methode, Veränderungen des Kohlenstoffs im Boden zu beobachten, indem eine Kombination aus Fernerkundung, geografischen Einteilungen, Untersuchungen von Bodenproben und Simulationen kombiniert werden.
Schumaker verließ das Jet Propulsion Laboratory im Jahr 2011.

### Wings of Care
2010 gründete Schumaker die gemeinnützige Organisation "On Wings of Care" die der Fürsorge für Tiere dient. Dabei nutzt Schumaker ihre Fähigkeiten als Pilotin um Lebensräume zu untersuchen und bei Rettungsaktionen und Auswilderungen zu helfen. Sie schloss sich dem Aufsichtsrat der Sea Shepherd Conservation Society an. Seit der Ölkatastrophe der Deepwater Horizon Platform im Jahr 2010 flog Schumaker mehr als 600 Flugstunden um Tiere in Not zu finden und ihnen zu helfen. Sie fliegt eine Cessna namens "Bessie". Bei Umweltverschmutzungen ist sie häufig die erste Helferin vor Ort. Im August 2011 bemerkte sie auf der Meeresoberfläche Ölpartikel, welche aus der kaputten Bohrung der Deepwater-Horizon stammten. Im Jahr 2015 veröffentlichte sie das Buch The Story of Pellie Lou: A Pelican Who Survived the Gulf of Mexico Oil Spill. Seitdem kehrte sie mehrfach an den Ort des Geschehens zurück um zusammen mit der Presse die örtlichen Gemeinden zu unterstützen. Nach dem Hurrikan Katrina im Jahr 2018 überflog sie die Küstenlinie von Louisiana um die Folgen abzuschätzen. Seitdem widmete sie sich der Untersuchung von Kohlenwasserstoff-Einträgen in den Mississippi Canyon.